# Bisdom Ambositra
Het Bisdom Ambositra (Latijn: Dioecesis Ambositrensis) is een rooms-katholiek bisdom dat gelegen is in de kerkprovincie Fianarantsoa in Madagaskar en zijn hoofdzetel heeft in de gelijknamige stad

## Geschiedenis
Het bisdom werd op 3 juni 1999 gesticht door Paus Johannes Paulus II met de apostolische constitutie Cum ad aeternam. Het is een suffragaan bisdom ten opzichte van het aartsbisdom Fianarantsoa.

## Lijst van bisschoppen van Ambositra
- Fulgence Rabemahafaly: 1999–2002
- 2002-2005: geen bisschop
- Fidelis Rakotonarivo, 2005-